# NGC 6430
NGC 6430 (другие обозначения — UGC 10966, MCG 3-45-19, ZWG 112.35, IRAS17430+1809, PGC 60805) — галактика в созвездии Геркулес.
Этот объект входит в число перечисленных в оригинальной редакции «Нового общего каталога».
В галактике вспыхнула сверхновая SN 2012ea типа Ia, её пиковая видимая звездная величина составила 16,8.